# مهدی طیب
مهدی طیّب متولّد سال ۱۳۳۱ تهران، محقق ایرانی و از فعالان مذهبی در زمینه عرفان است.
وی در دوره اول مجلس شورای اسلامی، نماینده نایین بود.

## تحصیلات
وی قبل از انقلاب در رشته مهندسی معماری در مقطع کارشناسی ارشد، فارغ‌التحصیل شد. او در زمینه تحصیلات و مطالعات خود گفته‌است:
دوران تحصیلات دبیرستانی را در دبیرستان علوی سپری کردم. سپس در حوزه مسائل دینی مطالعاتم شروع شد و بعد هم با عنایت خداوند از محضر استادان بزرگی بهره بردم. بعدها هم از محضر یک عارف بزرگی که نامش هم مشهور است بهره بردم.
منظور وی از عارف بزرگ محمد اسماعیل دولابی، استاد برجسته و تأثیرگذار وی می‌باشد که در کتاب مصباح‌الهدی، سخنانش را گردآوری کرده‌است.

## فعالیت‌ها
مهدی طیب، در تهران به سخنرانی و تدریس در جلسات دینی و نگارش و نشر مقالات و کتب دینی اشتغال دارد.
مباحث مطرح شده در جلسات وی را می‌توان از جمله در قالب محورهای زیر دسته‌بندی کرد:
- آشنایی با عقاید اسلامی (از قبیل نبوّت، امامت، مهدویّت، رجعت و…)
- آشنایی با آموزه‌های عرفانی مکتب اهل بیت (از قبیل سلسله دروس شرح مصباح‌الهدی، عرفان عملی، شرح حدیث عنوان بصری، شرح حدیث اولیاء، شرح دیدار موسی و خضر و…)

## منع تدریس
وی در پی انتقاد به عملکرد ریاست دانشگاه علامه طباطبایی، با وجود ۳۲سال سابقه تدریس در مراکز آموزش عالی و همچنین نمایندگی مجلس در دوره اول، تابستان سال ۱۳۸۷ با دریافت حکم بازنشستگی از تدریس در دانشگاه منع شد. که این اقدام ریاست دانشگاه با اعتراض نمایندگان مجلس شورای اسلامی از جمله مرتضی آقاتهرانی و احمد توکلی مواجه شد.

## مناقشه برسر یک ذکر
وی در شب بیست‌ودوم رمضان ۱۴۳۲ ق. (۳۱ مرداد ۱۳۹۰) در برنامه این شبها از شبکه اول سیما حضور داشت و برای شب بیست‌وسوم ماه رمضان یک ذکر عرفانی که در آثار حسن‌زاده آملی و بعضی عرفای شیعه نیز توصیه شده را نقل کرد که با واکنش مکارم شیرازی روبرو شده و مهمل، انحرافی و کاذب خوانده شد. متعاقباً در خبر ۲۰:۳۰ شبکه دو سیما روز سوم شهریور با پخش تصویر و صدای وی به مردم هشدار داده شد مراقب باشند. تاکنون فرصتی برای این استاد داده نشده که از خود دفاع کند.
وی برای شب بیست‌وسوم ماه رمضان این ذکر عرفانی که حاوی اسامی خدا از ریشه (طهر) است را بیان داشت:
 یا طُهر یا طاهِر یا طهور یا طَیهور یا طَیهار
مکارم شیرازی با مهمل خواندن ذکر مربوطه مدعی شد: «(طیهور و طیهار) که ما بررسی کرده‌ایم در هیچ لغت عربی چنین واژه‌هایی نداریم… این حرف مهمل را به عنوان حرف خدا یاد مردم می‌دهند در صورتی که در هیچ‌کجا بیان نشده‌است.»
حسن‌زاده آملی به نقل از استادان خود، در کتاب هزار و یک نکته این ذکر را در اعمال مستحب شب یبیست‌وسوم ماه رمضان آورده و توصیه کرده اگر کسی در سجده این ذکر را به تعداد ۲۲۵ بار بخواند ملائک الهی بر او نازل شده و قلب و جان او را شستشو می‌دهند. وی در مقدمه کتاب مذکور آورده‌است: «هزار و یک نکته هزار و یک اصل فصل است که نه هزل و مطایبه را به حریم آن راه‌است و نه مزاح وافسانه را در حرم آن بار». و در ذیل ذکر مذکور نوشته: «مجرب جدا (به صورت جدی تجربه شده‌است) باید به معنی نزول ملائکه توجه داشت.»
این ذکر علاوه بر حسن‌زاده آملی، از طرف عارف بزرگ شیعه سید علی قاضی و علمایی چون: صمدی آملی، خلیل مبشر کاشانی و احمد عابدی توصیه شده‌است.
در مورد معنای طیهار و طیهور: علامه سید محمدحسین حسینی طهرانی، در صفحهٔ ۲۰۰ رساله سیر و سلوک منسوب به بحرالعلوم، در شرح دعایی منقول از سید بحرالعلوم، در پاورقی می‌نویسند: «دَیْهار و دَیْهُور» مبالغه دهر است و مراد از دهر خدا است، کما ورد فی الرّوایة: «لا تَسُبُّوا الدَّهْرَ فَإنَّ الدَّهْرَ هُوَ اللهُ.» لذا نتیجه می‌شود: طیهار و طیهور هم مبالغه در طهارت را می‌رساند.
طیهور بر وزن فیعول است مثل صفت قیوم و فیعول از اوزان مبالغه‌است. منقول است شیخ جعفر کاشف‌الغطاء غبار نعلین سید بحرالعلوم را با حنک عمامه خود پاک می‌کرد و مورد توجه تمام علما بوده از جمله آیت‌الله بهجت و… و وی همان کسی است که در ادعیه خود از واژه دیهور و دیهار در دعا استفاده می‌نموده‌است. وحید خراسانی نیز در شعری دربارهٔ علی بن ابی‌طالب این دو واژه را آورده‌است:
| به وصفش بس که باشد ظل ممتد |  | ز دیهور و ز دیهار و ز سرمد |

تلفن‌های موافق این برنامه تلویزیونی - و از جمله تلفن خود طیب به مجری و مسؤل برنامه در توضیح سند این ذکر - به کارافتاد و از دست‌اندرکاران برنامه خواسته شد که دراین زمینه لااقل با معرفی کتاب‌ها و شماره صفحاتی که این ذکر از آن‌ها نقل شده توضیحی به مردم داده شود از مسؤلان این برنامه در سیما هیچ عکس‌العملی دیده نشد.

## تألیفات
- کتاب «مصباح‌الهدی»، در حوزه عرفان شیعی و روش عرفانی اهل محبّت و ولاء.
- کتاب «سرّ حق»، در حوزه عرفان و بحث اثبات اصالت و لغزشگاه‌های در مسیر سیر و سلوک.
- کتاب «ره توشه دیدار»، نگاه عرفانی به مسئلة زیارت اهل بیت.
- کتاب «روش مدیریت اسلامی» (از جمله آثاری که قبل از انقلاب به رشته تحریر درآمده‌است)
- کتاب «پایان شب سیه در بحث مهدویت» (به زبان انگلیسی هم ترجمه شده‌است)
- کتاب «آیین بندگی در آیینه اندیشه و احساس» (ترجمه فارسی «العبادات فی‌اسلام» اثر: سید محمدباقر صدر)
- کتب «شراب طهور»، سلوک در صراط مستقیم عرفان.

کتاب دولت عشق تأملی در باب رجعت

## مقالات
- سرچشمهٔ عرفان یا عرفان در مکتب اهل بیت علیهم السّلام (مجلّهٔ زبان و ادب دانشگاه علاّمه طباطبائی)
- تحلیل رفتار فرد مسلمان و شیوه‌ای برای اصلاح رفتار (مجلّهٔ مدیریت دولتی)
- نقش فرد در سازمان در جهت تحقّق کمال انسانی (مجلّهٔ مدیریت دولتی)
- جنگ و صلح در فقه اسلامی (مجلّهٔ صف)